# Ведель, Жорж
Жорж Ведель (фр. Georges Vedel, 5 июля 1910, Ош, департамент Жер — 21 февраля 2002) — французский учёный-правовед и общественный деятель, специалист по конституционному и административному праву.

## Биография
Окончил факультеты права и филологии в Тулузском университете, испытал влияние государственнической школы М. Ориу, работавшего в Тулузе. Преподавал в Пуатье (1937), Тулузе (1939), Париже (1949—1979), Институте политических исследований в Париже, в Горной школе. Декан юридического факультета в Париже (1962—1967), юридический советник французской делегации на переговорах об Общем рынке и Евроатоме (1956—1957), член Экономического и социального совета (1969—1979), президент Центра исследований доходов и расходов (CERC, 1976—1980), член Конституционного совета Франции (1980—1989).
Член Французской академии (1998).
Разрабатывал общую логическую теорию права, одним из первых во Франции рассматривал конституционное право в юридическом, а не политическом аспекте. Убеждённый сторонник демократии, выдвигал два её типа — классическую и марксистскую, несмотря на явные симпатии к первой, не отрицал вторую. Предложил в 1993 по поручению Франсуа Миттерана ряд конституционных реформ, часть из которых впоследствии была осуществлена или до сих пор обсуждается. Пользовался большим авторитетом в обществе, независимо от политических партий.

## Основные труды
- «Рассуждение о понятии причины в административном праве» (Essai sur la notion de cause en droit administratif . Editions Sirey, 1936)
- «Элементарный учебник конституционного права» (Manuel élémentaire de droit constitutionnel. Editions Sirey, 1949) — переиздавалось неоднократно.
- «Административное право» (Droit Administratif . Presses Universitaires de France, 1958) — переиздавалось неоднократно.

### Доклады
- «Долгосрочные перспективы сельского хозяйства во Франции» (Perspectives à long terme de l’agriculture française. La Documentation française, 1969),
- «Увеличение полномочий Европарламента» (Accroissement des compétences du Parlement européen. Journal des Communautés européennes, 1972),
- «Финансирование государственных предприятий» (Financement des entreprises publiques. J.O.C.E.S., 1976),
- «Управление предприятиями в области печати» (Gestion des entreprises de presse. J.O.C.E.S., 1979),
- «Доклад Веделя» комиссии Миттерана по конституционной реформе (La Documentation française, 1993)

## Награды
- Кавалер Большого креста ордена Почётного легиона (1997, Великий офицер с 1978)[1]
- Кавалер Большого креста Национального ордена Заслуг;
- Награждённый Военным крестом 1939—1945;
- Командор ордена Академических пальм;
- Великий офицер марокканского ордена Ouissam Alaouite[2].